# Історичні хроніки
«Історичні хроніки» з Миколою Сванідзе — цикл документальних передач про історію Росії, що виходили на телеканалі «Росія» з 9 жовтня 2003 по 3 березня 2011 року і з 2013 року. Ведучий — Микола Сванідзе. Кожна серія присвячена одному року XX століття в Росії (за винятком 1917 і 1941 рр., яким присвячено по дві серії), одночасно будучи і «портретом року», і «портретом людини року». У центрі розповіді видатні діячі політики, науки і культури тих років. Програма є лауреатом премії «ТЕФІ 2005» в номінації «Найкраща історична програма».
Спочатку планувалося, що цикл матиме 100 серій, від 1901 до 2000 року, про що сам М. Сванідзе говорить в першому фільмі циклу. До січня 2013 року випущено 96 серії, що охоплюють період з 1901 по 1993 рік. Цикл отримав полярну оцінку в суспільстві. Пізніше видавництвом «Амфора» видало двотомник «Історичні хроніки з Миколою Сванідзе», що являє собою книгу текстів ряду серій циклу (серії про події з 1913 по 1954 рр.).